# Pseudinium
Pseudinium là một chi thực vật có hoa trong họ Lan.